# Gjøvik
Gjøvik es un municipio del condado de Innlandet, Noruega. Formó parte del condado de Oppland hasta 2020.

## Etimología
El nombre del pueblo hace referencia a una antigua granja llamada Gjøvik  (en nórdico antiguo: Djúpvík). El primer elemento es djúpr que significa "profundo" y el último elemento es vík que significa "entrada".

## Escudo
El escudo actual fue creado en 1960 y muestra un cisne blanco (Cygnus cygnus). El barco a vapor con ruedas más antiguo del mundo que todavía sigue en funcionamiento, Skibladner (también llamado  "el cisne blanco de Mjøsa") tiene su base en Gjøvik. 
El escudo anterior, que se remonta a 1922, tenía un árbol de tilo con la leyenda Vis et voluntas (que significa "Fuerza y voluntad") en la parte inferior. El otro motivo que compitió contra el diseño, algo irracional, del cisne era un vaso tipo "popurrí", un diseño característico de las fábricas de vidrio soplado que había en el pueblo.

## Geografía
Gjøvik, junto con Hamar, Lillehammer, Brumunddal y Moelv son los cinco pueblos asentados sobre las orillas del Lago Mjøsa, el mayor lago de Noruega. La administración del pueblo de Gjøvik también abarca la zona suburbana de Hunndalen y los distritos rurales de Biri, Snertingdal, y Vardal. El municipio tiene una población de 28 807 habitantes (2010), de los cuales unas 16 000 personas viven en la zona urbana.
Por el norte Gjøvik limita con el municipio de Lillehammer, por el sur con los de Østre Toten y Vestre Toten, mientras que por el este se encuentran los municipios de Søndre Land y Nordre Land. En la otra orilla del lago Mjøsa hacia el este se encuentra el municipio de Ringsaker en el condado de Hedmark.
El punto más elevado es Ringsrudåsen con una elevación de 842 m.

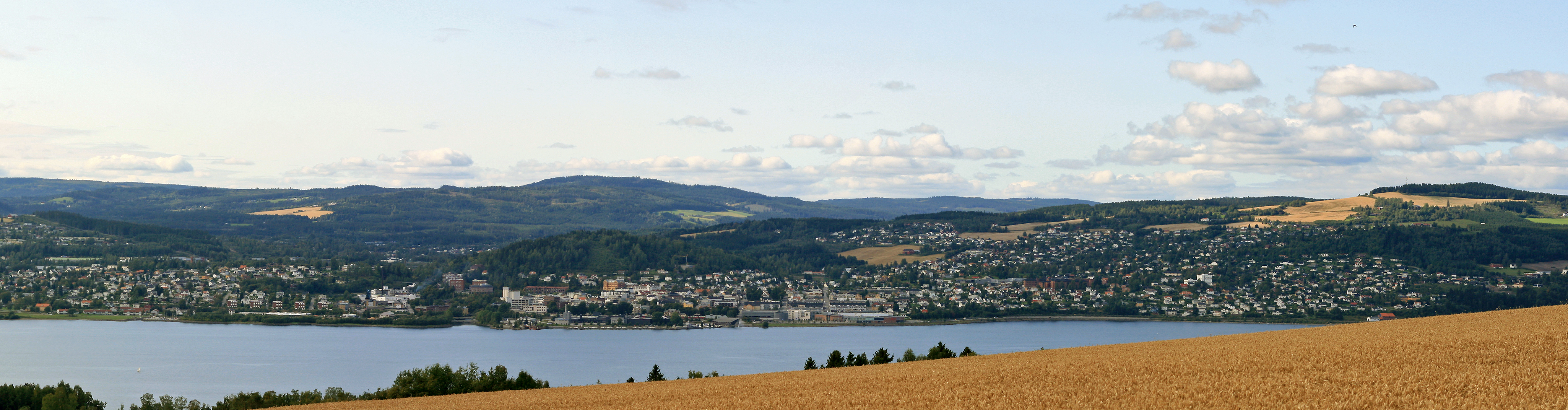
Vista de Gjøvik.

## Historia
En 1861, se le confirió la categoría de pueblo a la villa de Gjøvik en el municipio de Vardal y fue separada de Vardal para crear un municipio nuevo.  En 1964, los municipios rurales vecinos de Biri, Snertingdal, y Vardal fueron fusionados para crear el municipio de Gjøvik.

## Economía
Gran parte del crecimiento inicial de Gjøvik se debió al funcionamiento de la  fábrica de vidrio que fue fundada en 1807 por Caspar Kauffeldt. A comienzos del siglo XIX, hubo una importante inmigración desde Valdres y Vestlandet, lo que impulsó el crecimiento de Gjøvik. Gjøvik fue elevada a la categoría de pueblo en 1861. Otra de sus empresas destacadas, la firma O. Mustad & Son, establecida en Gjøvik se convirtió en uno de los mayores fabricantes del mundo de anzuelos para la pesca.
Las empresas Hoff Potetindustrier, Hunton Fiber y Natre Vinduer son algunas de las industrias asentadas en Gjovik. Se encuentra una terminal de tren y existe un puerto de una antigua línea de tráfico lacustre, que ahora opera el barco turístico Skibladner.